# Borgarhemmet

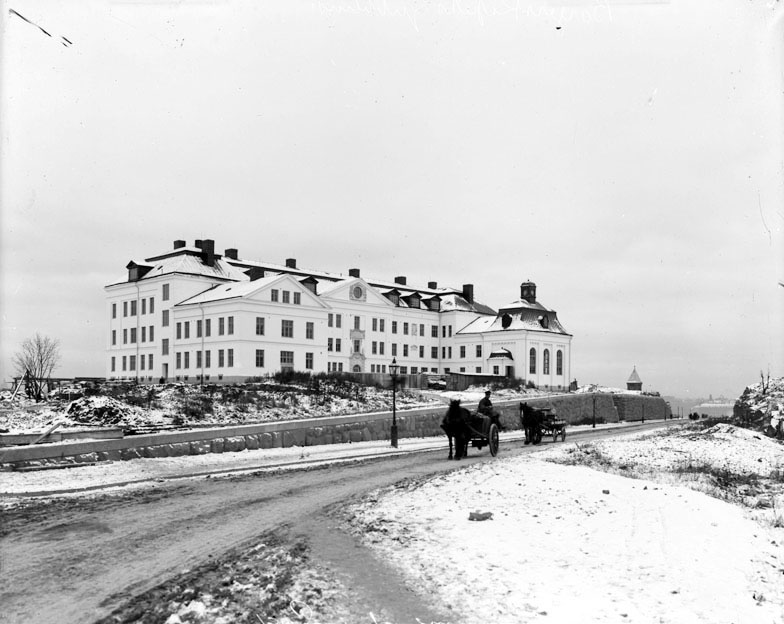
Borgarhemmet sett från söder, fotografi från 1914. I förgrunden Högalidsgatan

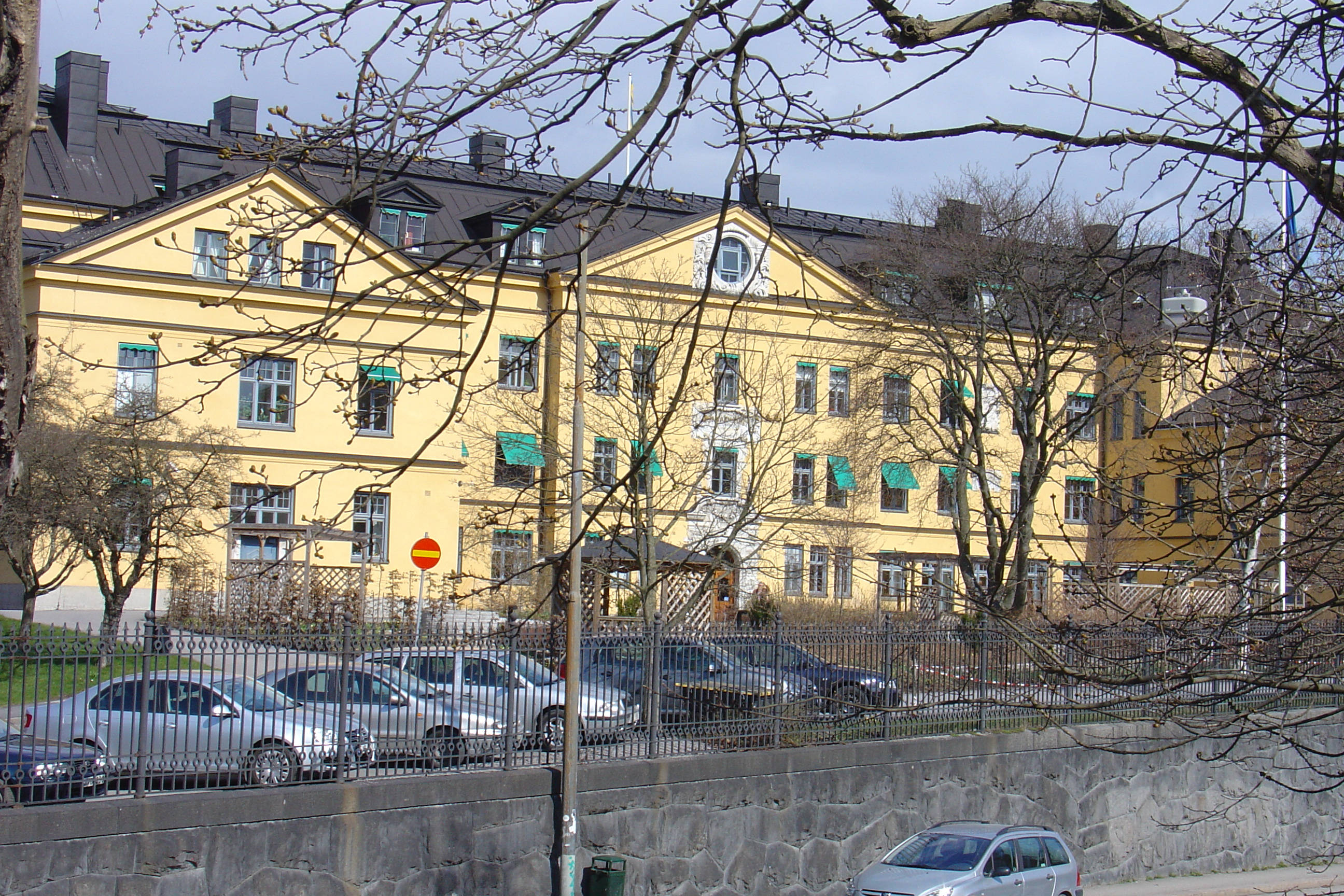
Borgarhemmet sett från söder 2008

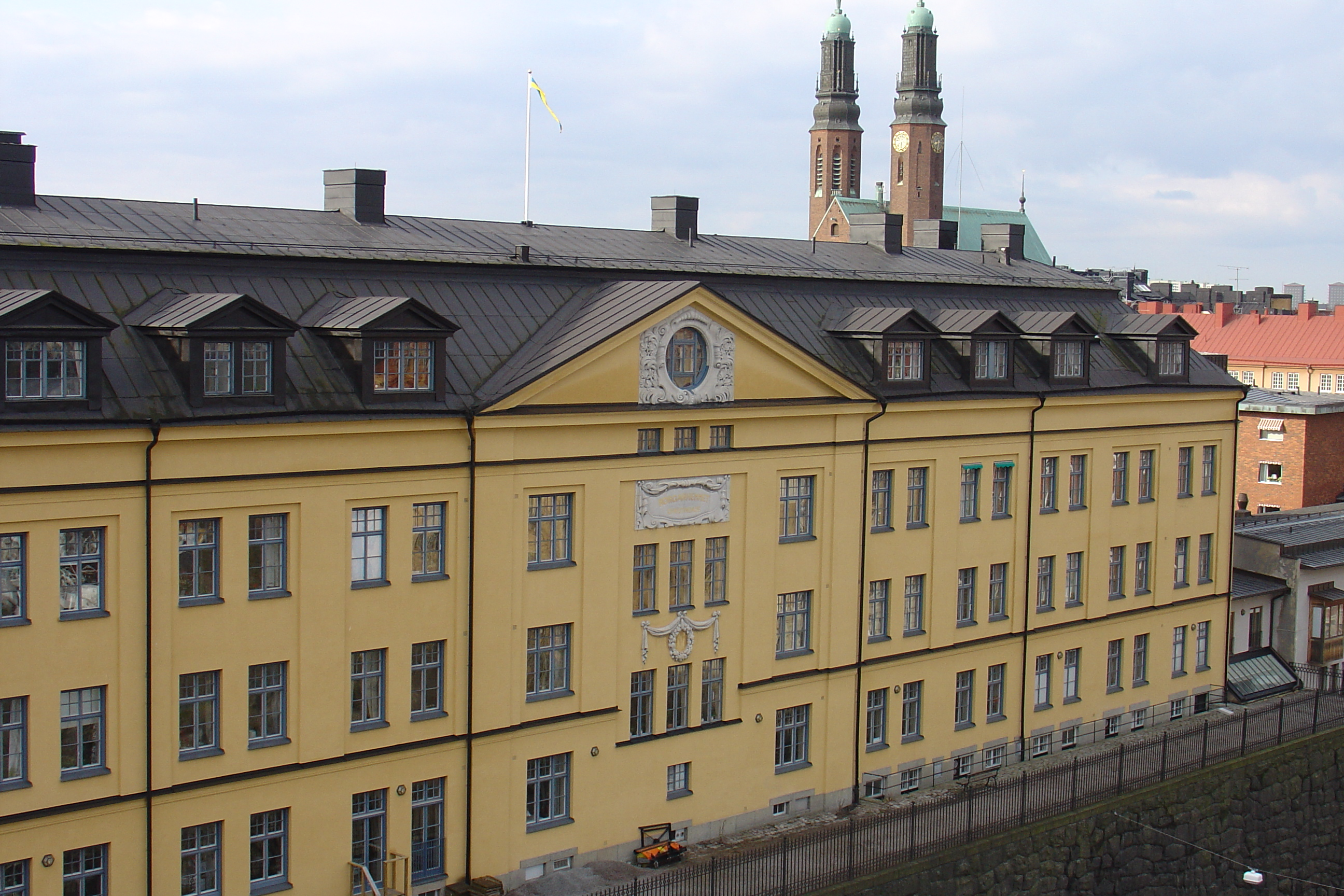
Borgarhemmet sett från norr 2008, i bakgrunden Högalidskyrkan

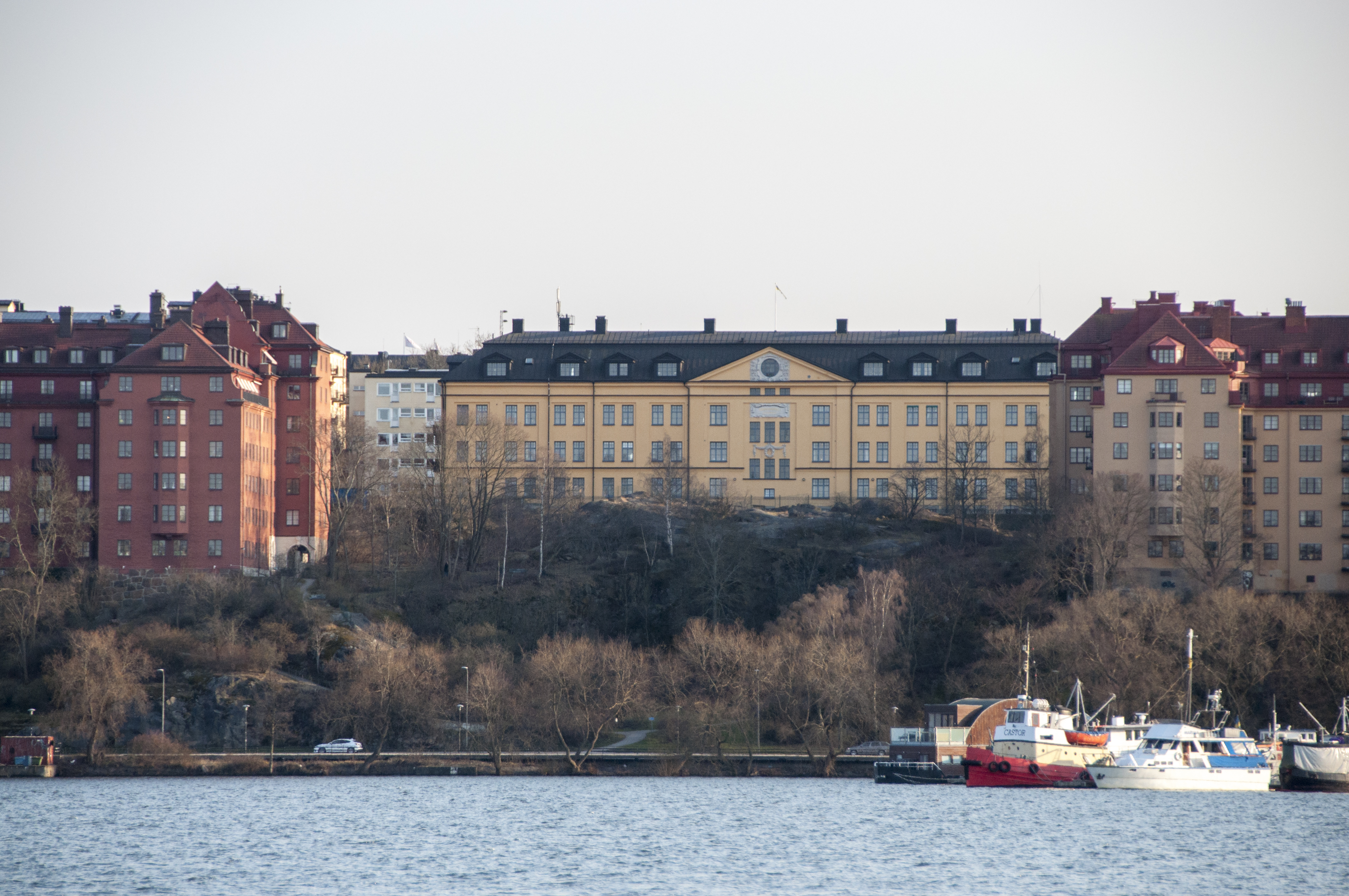
Borgarhemmet sett från Norr Mälarstrand 2014

Borgarhemmet är en byggnad för äldreboende uppförd år 1908 i kvarteret Yxan mellan Heleneborgsgatan, Högalidsgatan och Varvsgatan på Södermalm i Stockholm. 
Fram till 1970-talet kallades Borgarhemmet "Gubbhuset" (egentligen Borgarskapets gubbhus). Borgarhemmet är idag ett äldreboende för såväl äldre som fått boendet beviljat och betalt av kommunen som för privatbetalande. Huvudman är Stockholms Borgerskap. En plats med dygnet-runt-tillsyn kostade 45 000 kronor per månad för en privatbetalande år 2003.
Borgarhemmet har plats för 75 gäster. Öster om byggnaden, omgiven av järnstaket och höga granitmurar, finns en liten kilformad park, kallad "Margaretha Heiners Rosendröm".
"Enkehuset" står på samma tomt som Borgarhemmet, strax väster om Borgarhemmet. Det invigdes 1965. Här finns plats för 75 gäster i lägenheter.

## Historik

### En malmgård blir gubbhus
Området där Borgarhemmet ligger inköptes 1789 av grosshandlaren Georg Fredrik Diedrichsson (1730-1807). Här lät han uppföra sin malmgård Kristinehov. Diedrichsson var sedan 1799 ledamot i styrelsen för Borgerskapets gubbhus och i samband med sitt inval i styrelsen skänkte han 10 000 riksdaler banco till den då ganska fattiga institutionen. Gubbhuset var en institution för nödlidande män från Stockholms stads borgerskap. När makarna Diedrichsson skrev sitt testamente 1806 donerade de Kristinehov till Borgerskapets gubbhus.
Diedrichsson dog 1807 och genom tillmötesgående från änkan fru Diedrichsson kunde pensionärerna börja flytta in på malmgården Kristinehov redan 1812, medan ombyggnader och nyinredningar ännu pågick. 1816 stod Gubbhuset helt klart och där bodde då trettiosex pensionärer, eller, för att citera det kungliga reglementet av år 1788, sådana ”åldrige, avsigkomne och vanföre borgare, som i sina förra år deltagit i denna stads borgerskaps tunga”. 
Gubbhuset på Kristinehov byggdes till 1868, men mot slutet av 1800-talet höjdes röster för att stiftelsens anläggningar skulle svara bättre mot den nya tidens krav. Genom att sälja mark till staden 1895 i samband med nyreglering av stadsplanen fick man medel att bygga nytt.

### Borgarhemmet kommer till
För köpeskillingen man erhöll 1895 kunde Gubbhuset bygga sitt nya hem, Borgarhemmet, i kvarteret Yxan strax norr om malmgården. Arkitekt var Gustaf Wickman. Borgarhemmet stod färdigt i oktober 1908. Pressen hade långa artiklar om ”det präktiga och solida palatset” och skribenterna beundrade utsikten, inredningen, den elektriska hissen, värmeelementen samt ”bekvämlighetsinrättningar med vattenklosetter”.  
En del av den gamla Kristinehovstomten stannade kvar i Gubbhusets ägo och skulle nu ge ännu mera pengar till bygget och till driften av Borgarhemmet. I december 1907 sålde Gubbhusdirektionen huvuddelen av den resterande marken för 635.000 kronor till ett konsortium under ledning av byggmästaren vid bygget av Borgarhemmet, varefter köparna några veckor senare avyttrade samma mark för 1 100 000 kronor. Vinsten konsortiet gjorde på några få veckor vintern 1907 (465 000 kronor) motsvarar i 2008 års penningvärde drygt 22 miljoner kronor.

### Fotnoter
1. ↑  Wallton, Karin; Lagerblad, Anna (28 april 2003). ”Långa köer till attraktiva äldreboenden”. Svenska Dagbladet. http://www.svd.se/nyheter/idagsidan/langa-koer-till-attraktiva-aldreboenden_89614.svd.
2. ↑  ”Prisomräknare från medeltid till nutid”. Historia.se. http://www.historia.se/indexprisjamforelse.html.http://www.historia.se/indexprisjamforelse.html